# Vickers Wild Goose
El Wild Goose fue un vehículo aéreo no tripulado (UAV) de investigación, desarrollado y volado por el diseñador Barnes Wallis para su investigación sobre aeronaves de geometría variable sin cola, que incorporaban un nuevo y radical sistema de control y eran capaces de alcanzar altas velocidades y poseer un largo alcance.

## Desarrollo
Después de la Segunda Guerra Mundial, el diseñador Barnes Wallis volvió a centrar su atención en los aviones y dejó de lado las bombas. Realizó una revisión fundamental de la tecnología necesaria para vuelos de alta velocidad y larga distancia y concluyó que un ala de geometría variable sin cola ofrecía importantes ventajas sobre los diseños convencionales. Una parte importante de esta ventaja fue una revisión radical del sistema de control de vuelo. El control se efectuaría principalmente moviendo las alas en vuelo, evitando la necesidad de superficies de control convencionales o cola. El cambio era tan radical que incluso propuso que ya no se lo debería considerar un avión, sino un nuevo tipo de máquina voladora, al que llamó aerodino controlado por alas.
Wallis bautizó el proyecto como Wild Goose (“Ganso Salvaje”). Su empleador, Vickers, no podía patrocinar un proyecto de tan gran escala, por lo que propuso el misil antiaéreo de ala de geometría variable Green Lizard y posicionó el Wild Goose como una investigación preliminar necesaria para obtener financiación gubernamental. En 1949 estaba listo para construir una maqueta de vuelo radiocontrolado a gran escala.

## Diseño
El aerodino controlado por alas, como llamó Wallis a su concepto, era aerodinámicamente extremadamente limpio. Estaba compuesto por un cuerpo ictioide (similar a un pez) aerodinámico con alas móviles montadas en el medio a cada lado. Había aprendido de sus trabajos sobre la estabilidad de dirigibles como el R.100 que un cuerpo tan aerodinámico necesitaba solamente una pequeña desviación para crear grandes fuerzas de control. En el aerodino controlado por alas, estas fuerzas se crean moviendo toda el ala. No se necesitaban superficies de control convencionales, incluidos alerones y elevadores. Sin embargo, al Wild Goose, su primer diseño a gran escala, se le instaló un empenaje vertical aflechado.
El carro de lanzamiento y el sistema de control por radio resultaron más complejos y Wallis dedicó más tiempo a ellos que al fuselaje propiamente dicho. El carro estaba propulsado por cohetes y funcionaba sobre rieles. Los primeros problemas con la separación para el vuelo llevaron a duplicar la potencia del cohete y a un sistema de liberación tardía, de modo que el Wild Goose saltaba hacia arriba cuando se soltaba, más allá del alcance de las interacciones aerodinámicas con el flujo de aire alrededor del carro.

## Historia operacional
El lanzamiento del Wild Goose se haría desde un carro asistido. Los problemas iniciales provocaron que los dos primeros ejemplares se estrellaran durante el despegue. El primer vuelo exitoso se produjo con el tercer ejemplar el 19 de enero de 1950, aunque el piloto remoto lo estrelló cuando intentaba aterrizar. El siguiente duró hasta el 29 de abril de 1952, cuando se estrelló accidentalmente contra un muro de hormigón después de demostrar que las predicciones del Laboratorio Nacional de Física sobre un manejo deficiente eran infundadas y de reivindicar el revolucionario sistema de aerodinámica y control. Siguieron más pruebas y accidentes, y el proyecto se dio por terminado en 1954 cuando los militares perdieron el interés en el misil Green Lizard que se derivaría de él.
En ese momento, Vickers había comenzado los estudios sobre un sucesor del bombardero V Valiant y para ello Wallis estaba evolucionando su diseño del Wild Goose para convertirlo en el Swallow.